# 사찰음식

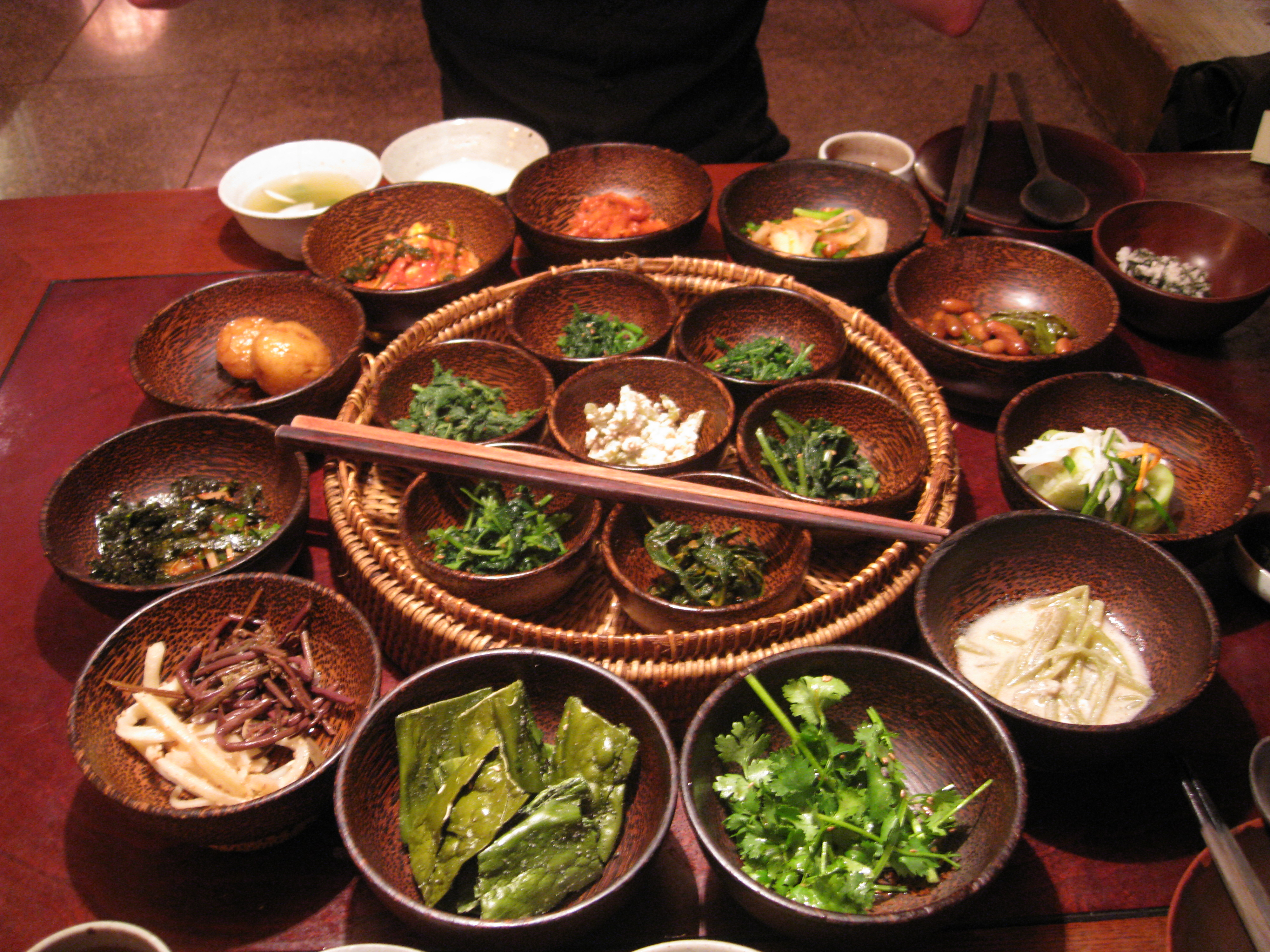
한국의 사찰음식

사찰 요리 또는 사찰음식은 불교 사찰에서 전해지는 요리를 말한다. 절밥으로도 부른다.
가장 대표적인 사찰음식의 특징은 육식과 인공 조미료를 전혀 넣지 않을 뿐만 아니라 음식 만드는 과정을 오로지 또 다른 수행의 한 방법으로 여긴다는 점에 있다. 북방불교권(한국, 중국, 일본, 티베트 등)에서는 사원의 발달과 함께 승려들의 건강을 위해 다양한 음식이 개발됐다. 이때 채소의 경우 파나 마늘처럼 향이 지나친 재료(오신채(五辛菜))는 수행자 복용을 금한다.
차는 특히 채식주의자를 위한 보조 식단으로서 빠지지 않는다.

## 한국의 사찰음식
한국의 사찰음식은 한국의 불교 요리이다. 사찰에서 전해지는 음식이 이에 해당하는데 대개는 떡이나 나물을 해서 신자들이 나눠먹는다.
또한 두부나 김치, 나물로 한데 비벼서 만든 비빔밥은 가장 대표적인 사찰음식의 종류이다. 뿐만 아니라 매작과나 버섯 잡채, 순나물, 칼국수 등 단촐한 음식이 사찰음식의 백미이다. 불교에서 육식을 허용하는 국가는 육식을 않으면 생존이 불가능한 문화권이기 때문이다는 견해도 있었다. 일제 시대에는 일본 불교의 영향으로 승려의 육식이 확산하기도 하였다.
차를 마시는 행위는 한국 사찰 내에서도 다른 국가에서처럼 중시되는 편이다.

## 사찰 음식이 발달하지 못한 남방 불교
소승불교를 믿는 남방불교 문화권인 태국이나 라오스, 미얀마, 캄보디아 등에서는 탁발한 음식으로 공양을 해서 사찰 음식이 발달하지 않았다. 탁발 음식을 가리지 않고 먹는 것이 수행의 방편으로 자리 잡았기 때문에, 탁발문화가 남아 있는 남방 불교에서는 오신채를 금하지 않는다.

### 육식을 제한적으로 허용한 석가모니
석가모니는 탁발 중에 육식이 들어오면 그걸 그대로 허용하였다. 그러나 그는 살생을 통해서 얻은 고기는 정육이 아니라며 거부하였고, 아플때는 오히려 정육을 권하기까지 하였다. 육식을 금하는 것은 고행이었는데 석가모니가 살던 당시의 인도에서는 고행하는 사람들이 존경받고 인정받고 있었다.

### 남방불교에서 육식 허용
남방불교 몽골 네팔 티베트 등의 국가들에서 출가자의 육식을 허용하고 있다. 티베트 스님들은 수행을 잘하는데 고기를 먹는다. 고려 시대에 육식이 발달한 원나라로부터 고려를 방문한 원나라 스님이 육식을 즐기기도 하였다.

### 일본 불교의 음주, 육식 허용
중국의 스님들은 음주나 육식을 허용하지 않고 결혼을 할 수 없는 등 지켜야 할 계율이 아주 많다. 하지만 일본에서는 이 모든것들이 문제가 아니다. 일본인들은 마음이 진정으로 부처님을 향한다면 음주나 육식, 결혼, 생육이 모두 불조에 대한 스님의 충성에 영향을 주지 않는다고 인정하고 있다. 일본의 현실생활에서 스님이 그렇게 절대적으로 편한 직업만은 아니라고 평가 한다.
하지만 일본에서 조차 메이지유신 전까지 육식을 금하기도 하였다. 일본 스님들이 정진할 때 먹는 정진요리 가운데는 장어요리가 포함되어 있다.

## 같이 보기
- 오신채(五辛菜: 마늘·파·달래·부추·흥거)를 넣지 않아 맛이 담백하고 정갈하며, 영양이 우수하다. 불교의 기본 정신을 바탕으로 하여 간단하고 소박한 재료로 자연의 풍미가 살아 있는 독특한 맛의 경지를 이루었다.